# 류경동
류경동(柳京洞)은 조선민주주의인민공화국 평양직할시 보통강구역의 동 단위 구역이다.

## 상세
평양의 이명인 류경에서 지명이 유래되었다.